# ألف ليلة وليلة (مسلسل 1987)
ألف ليلة وليلة: كريمة وحليمة وفاطيمة، هو مسلسل تلفزيوني مصري بطولة شريهان وزوزو نبيل وجمال إسماعيل وعماد رشاد .. والمسلسل إنتاج التلفزيون المصري عام 1987.

## قصة المسلسل
المسلسل يروي بأسلوب مشوق قصص ألف ليلة وليلة، حيث في كل حلقة تروي شهرزاد قصة جديدة أو تكملة قصة وبداية قصة جديدة حتى يستمع إليها الملك دائمًا ويأجل البت في قرار الخلاص منها.

## طاقم التمثيل
- شريهان: (كريمة / حليمة / فاطيمة)
- جمال إسماعيل: (مشكاح)
- زوزو نبيل: (ريما / شهرزاد - صوت)
- محمد الدفراوي: (السلطان صفوان)
- أنور إسماعيل: (جولان)
- عماد رشاد: (الأمير وردان)
- محمود مسعود: (كروان)
- هادي الجيار: (زهران)
- مديحة حمدي: (ياسمين)
- ميرفت سعيد: (مرجانة)
- محمد أحمد المصري: (كعب الغزال)
- عادل المهيلمي: (أبو فراج)
- عبد الرحيم الزرقاني: (شهريار - صوت)
- محمد الشويحي
- محمود فرج: (بهلول)
- عبد الوهاب خليل: (شوشان)
- عاطف طنطاوي: (مرجان)
- فكري صادق: (معتوة)
- فايق عزب
- سيد القاضي
- فاروق رمضان
- فكري طه
- محمد إمام: (محروس الزيات)
- أنسي المصري
- مصطفى الكواوي: (جنجان)
- فاطمة شوشة: (زهرة)
- عزة بكير: (زمردة)
- محمد لطفي
- علاء ولي الدين

## فريق العمل
- إخراج: فهمي عبد الحميد
- إخراج الرسوم المتحركة: شويكار خليفة
- تأليف المسلسل: طاهر أبو فاشا
- تأليف الأغاني والمقدمة: عبد السلام أمين
- إنتاج: التلفزيون المصري
- غناء المقدمة والنهاية: شريهان
- لحن المقدمة والنهاية: محمد الموجي
- مدير التصوير: سمير الصبان
- مصمم الاستعراضات: حسن عفيفي
- مونتاج سينمائي: جمال عبد الحميد
- إعداد موسيقي: معالي الحفناوي

## وصلات خارجية
- صفحة المسلسل في قاعدة بيانات الأفلام العربية